# Władysław Takliński
Władysław Takliński (geboren 17. Dezember 1875 in Warschau, Russisches Kaiserreich; gestorben 24. Januar 1940 im KZ Sachsenhausen) war ein polnischer Physiker auf dem Gebiet der Materialwissenschaften.

## Leben
An der Universität St. Petersburg studierte er von 1894 bis 1898. Danach betätigte er sich als Assistent an der Fakultät für Mechanik an der Technischen Hochschule in St. Petersburg. Zuerst war er seit 1902 mit Aufgaben zu Versuchen für den Schiffbau als Assistent beschäftigt. Schon 1903 begann er Vorlesungen abzuhalten. Als Direktor des Labors für Schiffbau wirkte er dort ab 1914 bis 1922, um danach 1922 nach Warschau zurückzukehren. Ein Jahr später wurde er als Dozent an die Offiziersschule der polnischen Marine in Toruń gerufen. Ebenso erhielt er einen Lehrauftrag an der Fakultät für Chemie an der Technischen Hochschule in Warschau.
Es folgte ein Ruf an die Bergakademie Krakau als ordentlicher Professor auf den Lehrstuhl für Mechanik und Materialfestigkeit. Das Amt eines Prorektors an der Bergakademie nahm er von 1931 bis 1933 wahr. In den Jahren 1933 bis 1934 und von 1938 bis 1939 hatte er das Amt des Rektors der Bergakademie inne. Am Montag, dem 6. November 1939, wurde er von SS-Sturmbannführer Bruno Müller mit über 100 Professoren im Rahmen der Sonderaktion Krakau verhaftet und in das KZ Sachsenhausen deportiert.
Er litt schon vor seiner Verhaftung an einer Erkrankung des Herzens und konnte diese Herzschwäche mit dem Stärkungsmittel Digitalis mildern. Im KZ nahm er nur noch geringe Mengen an Nahrung zu sich und gab Teile seiner Rationen an andere Häftlinge. Bald litt er an schweren Ödemen, so dass seine Beine stark anschwollen. Auf dem Krankenrevier konnte man ihm unter
diesen Umständen auch nicht mehr viel helfen. Da er nicht mehr gehen konnte, musste er getragen werden. Als er stationär in das Krankenrevier aufgenommen wurde, soll ihn ein Sanitäter erdrosselt haben.